# Adenophora remotiflora
Adenophora remotiflora är en klockväxtart som först beskrevs av Philipp Franz von Siebold och Joseph Gerhard Zuccarini, och fick sitt nu gällande namn av Friedrich Anton Wilhelm Miquel. Adenophora remotiflora ingår i släktet kragklockor, och familjen klockväxter. Inga underarter finns listade i Catalogue of Life.

## Bildgalleri

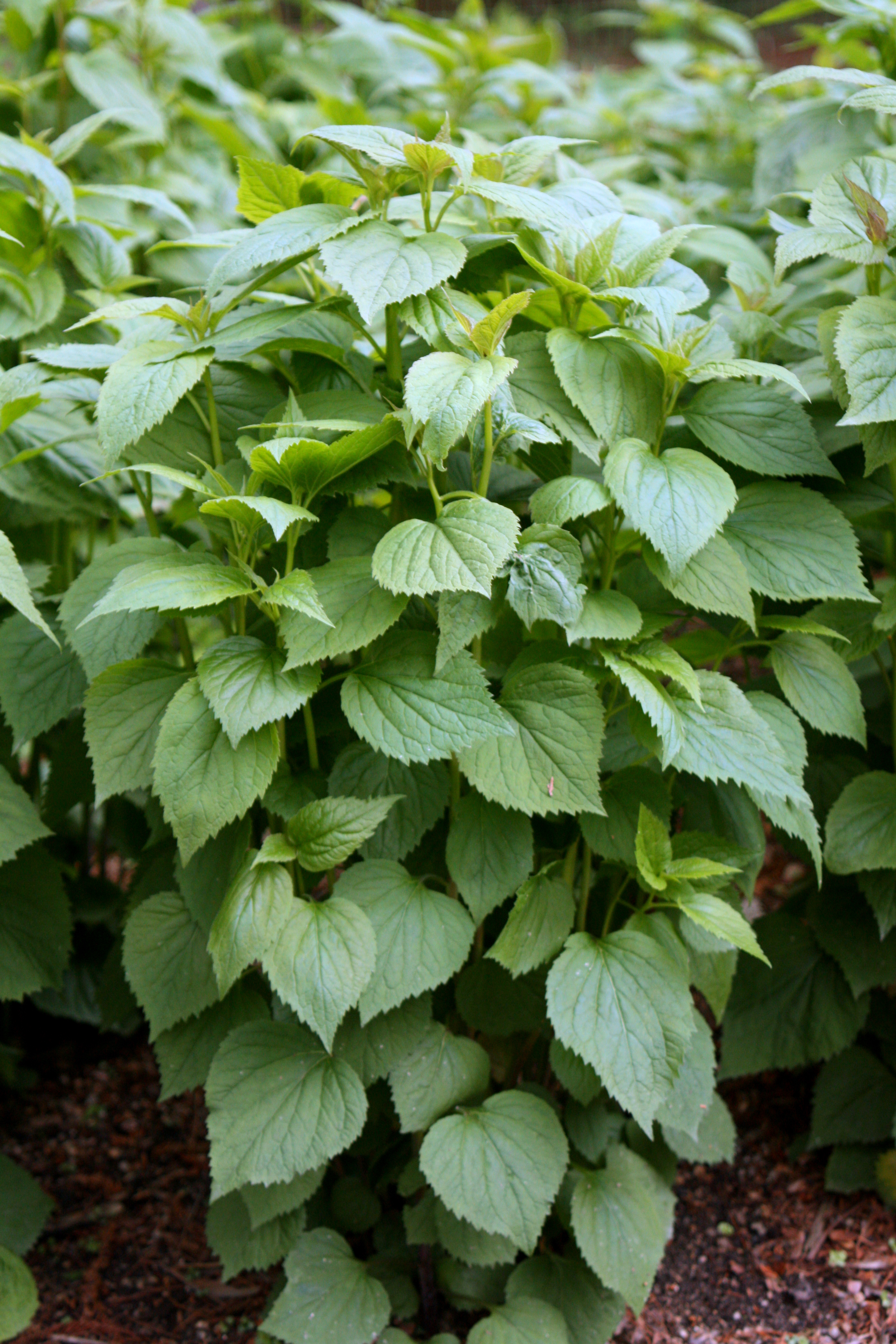
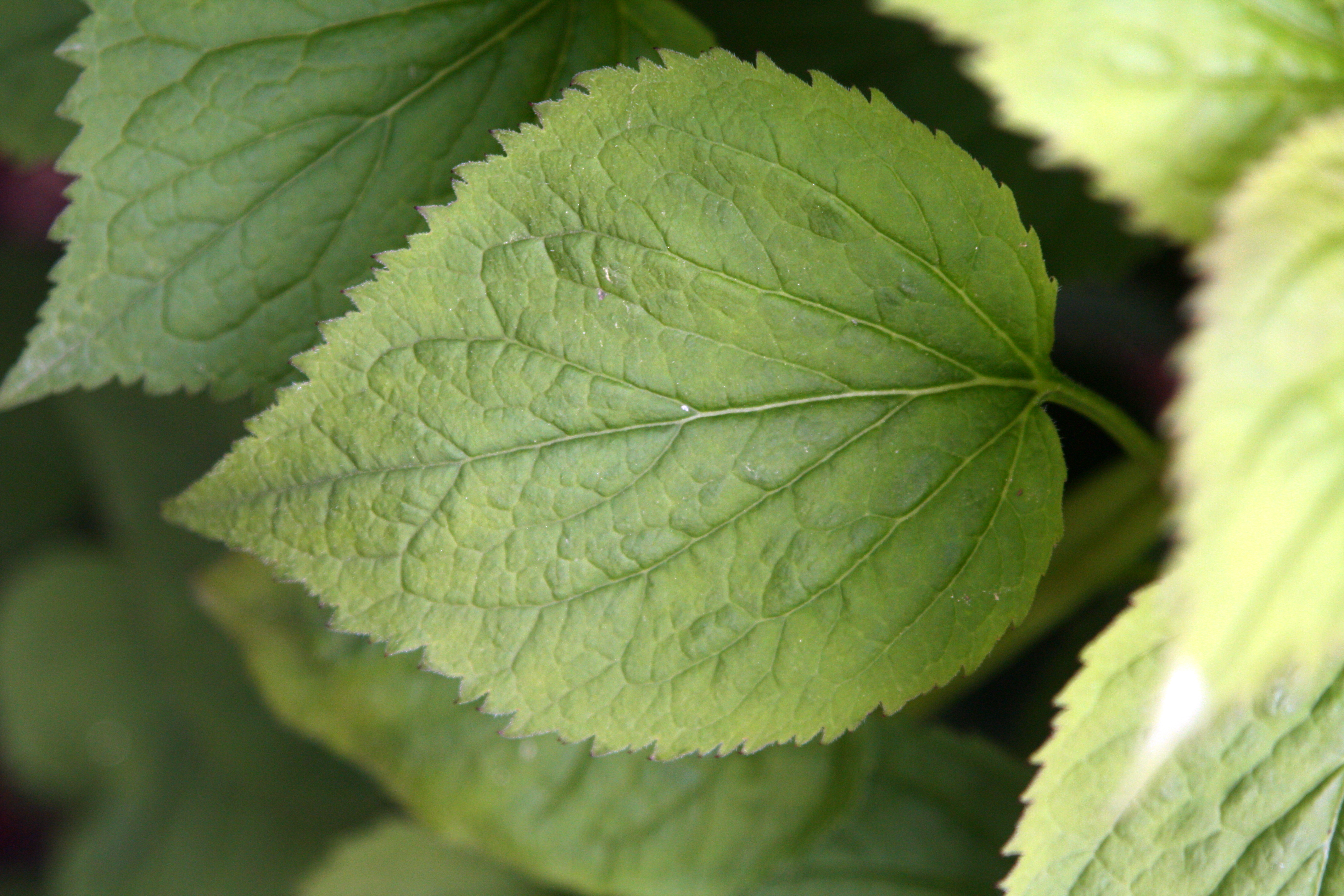